# غابرييل أوزكان
غابرييل أوزكان (بالسويدية: Gabriel Özkan؛ بالتركية: Gabriel Özkan) هو لاعب كرة قدم سويدي وتركي في مركز الوسط، ولد في 23 مايو 1986 في ستوكهولم في السويد. شارك مع منتخب السويد تحت 17 سنة لكرة القدم ومنتخب السويد تحت 18 سنة لكرة القدم ومنتخب السويد تحت 19 سنة لكرة القدم ومنتخب السويد تحت 21 سنة لكرة القدم. أما مع النوادي، فقد لعب مع أيك سولنا ونادي برومابويكارنا.

## وصلات خارجية
- غابرييل أوزكان على موقع الاتحاد الأوربي (الإنجليزية)
- غابرييل أوزكان على موقع قاعدة بيانات كرة القدم.إي يو (الإنجليزية)
- غابرييل أوزكان على موقع Soccerway.com (الإنجليزية)
- غابرييل أوزكان على موقع عالم كرة القدم.نت (الإنجليزية)